# Auburn Hills
Auburn Hills è una città degli Stati Uniti d'America, nella Contea di Oakland nello Stato del Michigan.
Fu fondata nel 1821 come Auburn.
Ad Auburn Hills ha sede il gruppo automobilistico Chrysler.